# Список птахів Есватіні
Це перелік видів птахів, зафіксованих на території Есватіні. Авіфауна Есватіні налічує загалом 507 видів, з яких 4 були інтродуковані людьми. 52 види є рідкісними або випадковими. 11 видів перебувають на межі глобального зникнення, ще 3 види були знищені на території Есватіні.

## Позначки
Наступні теги використані для виділення деяких категорій птахів.
- (А) Випадковий — вид, який рідко або випадково трапляється в Есватіні
- (I) Інтродукований — вид, завезений до Есватіні як наслідок, прямих чи непрямих дій людських дій
- (Ex) Локально вимерлий — вид, який більше не трапляється в Есватіні, хоча його популяції існують в інших місцях

## Страусоподібні(Struthioniformes)
Родина: Страусові (Struthionidae)
- Страус африканський, Struthio camelus

## Пірникозоподібні(Podicipediformes)
Родина: Пірникозові (Podicipedidae)
- Пірникоза мала, Tachybaptus ruficollis
- Пірникоза велика, Podiceps cristatus (A)
- Пірникоза чорношия, Podiceps nigricollis (A)

## Сулоподібні(Suliformes)
Родина: Бакланові (Phalacrocoracidae)
- Баклан великий, Phalacrocorax carbo
- Баклан африканський, Microcarbo africanus

Родина: Змієшийкові (Anhingidae)
- Змієшийка африканська, Anhinga rufa

## Пеліканоподібні(Pelecaniformes)
Родина: Пеліканові (Pelecanidae)
- Пелікан рожевий, Pelecanus onocrotalus (A)
- Пелікан африканський, Pelecanus rufescens (A)

Родина: Чаплеві (Ardeidae)
- Чапля сіра, Ardea cinerea
- Чапля чорноголова, Ardea melanocephala
- Чапля-велетень, Ardea goliath
- Чапля руда, Ardea purpurea
- Чепура велика, Ardea alba
- Чепура середня, Ardea intermedia
- Чепура чорна, Egretta ardesiaca (A)
- Чепура мала, Egretta garzetta
- Ardeola ralloides
- Чапля рудочерева, Ardeola rufiventris (A)
- Чапля єгипетська, Bubulcus ibis
- Чапля мангрова, Butorides striata
- Квак звичайний, Nycticorax nycticorax
- Квак білобокий, Gorsachius leuconotus
- Бугайчик африканський, Ixobrychus sturmii
- Бугайчик звичайний, Ixobrychus minutus

Родина: Молотоголовові (Scopidae)
- Молотоголов, Scopus umbretta

Родина: Ібісові (Threskiornithidae)
- Ібіс священний, Threskiornis aethiopicus
- Ібіс-лисоголов південний, Geronticus calvus
- Гагедаш, Bostrychia hagedash
- Коровайка бура, Plegadis falcinellus
- Косар африканський, Platalea alba

## Лелекоподібні(Ciconiiformes)
Родина: Лелекові (Ciconiidae)
- Лелека-тантал африканський, Mycteria ibis
- Лелека-молюскоїд африканський, Anastomus lamelligerus
- Лелека чорний, Ciconia nigra
- Лелека африканський, Ciconia abdimii
- Лелека тропічний, Ciconia microscelis
- Лелека білий, Ciconia ciconia
- Ябіру сенегальський, Ephippiorhynchus senegalensis
- Марабу африканський, Leptoptilos crumenifer

## Фламінгоподібні(Phoenicopteriformes)
Родина: Фламінгові (Phoenicopteridae)
- Фламінго рожевий, Phoenicopterus roseus (A)
- Фламінго малий, Phoeniconaias minor (A)

## Гусеподібні(Anseriformes)
Родина: Качкові (Anatidae)
- Свистач рудий, Dendrocygna bicolor
- Свистач білоголовий, Dendrocygna viduata
- Стромярка, Thalassornis leuconotus
- Каргарка нільська, Alopochen aegyptiaca
- Шпорокрил, Plectropterus gambensis
- Качка шишкодзьоба, Sarkidiornis melanotos
- Чирянка-крихітка африканська, Nettapus auritus
- Качка чорна, Anas sparsa
- Чирянка африканська, Anas capensis (A)
- Крижень жовтодзьобий, Anas undulata
- Шилохвіст червонодзьобий, Anas erythrorhyncha
- Чирянка жовтощока, Spatula hottentota (A)
- Широконіска капська, Spatula smithii (A)
- Чернь червоноока, Netta erythrophthalma
- Савка африканська, Oxyura maccoa (A)

## Яструбоподібні(Accipitriformes)
Родина: Скопові (Pandionidae)
- Скопа, Pandion haliaetus

Родина: Яструбові (Accipitridae)
- Шуляк африканський, Aviceda cuculoides
- Осоїд євразійський, Pernis apivorus (A)
- Шуліка чорноплечий, Elanus caeruleus
- Шуліка чорний, Milvus migrans
- Орлан-крикун, Haliaeetus vocifer
- Стерв'ятник бурий, Necrosyrtes monachus
- Gyps africanus(інші мови)
- Gyps coprotheres(інші мови)
- Гриф африканський, Torgos tracheliotos
- Гриф білоголовий, Trigonoceps occipitalis
- Circaetus pectoralis(інші мови)
- Circaetus cinereus(інші мови)
- Terathopius ecaudatus(інші мови)
- Circus ranivorus(інші мови)
- Лунь степовий, Circus macrourus (A)
- Лунь лучний, Circus pygargus (A)
- Polyboroides typus(інші мови)
- Яструб-ящірколов, Kaupifalco monogrammicus
- Яструб-крикун темний, Melierax metabates (A)
- Габар, Micronisus gabar
- Яструб ангольський, Accipiter tachiro
- Яструб туркестанський, Accipiter badius
- Яструб савановий, Accipiter minullus
- Яструб намібійський, Accipiter ovampensis (A)
- Яструб кенійський, Accipiter rufiventris
- Яструб чорний, Accipiter melanoleucus
- Канюк звичайний, Buteo buteo
- Buteo trizonatus(інші мови) (A)
- Канюк скельний, Buteo rufofuscus
- Підорлик малий, Clanga pomarina (A)
- Орел рудий, Aquila rapax
- Орел степовий, Aquila nipalensis
- Орел кафрський, Aquila verreauxii
- Aquila spilogaster(інші мови)
- Орел білоголовий, Hieraaetus wahlbergi
- Орел-карлик, Hieraaetus pennatus
- Орел-боєць, Polemaetus bellicosus
- Орел довгочубий, Lophaetus occipitalis
- Орел вінценосний, Stephanoaetus coronatus

Родина: Секретарові (Sagittariidae)
- Птах-секретар, Sagittarius serpentarius

## Соколоподібні(Falconiformes)
Родина: Соколові (Falconidae)
- Боривітер степовий, Falco naumanni (A)
- Боривітер савановий, Falco rupicolus
- Кібчик червононогий, Falco vespertinus (A)
- Кібчик амурський, Falco amurensis
- Підсоколик великий, Falco subbuteo
- Ланер, Falco biarmicus
- Сапсан, Falco peregrinus

## Куроподібні(Galliformes)
Родина: Фазанові (Phasianidae)
- Турач вохристоголовий, Campocolinus coqui
- Турач чубатий, Ortygornis sephaena
- Турач рудокрилий, Scleroptila levaillantii
- Турач Шелі, Scleroptila shelleyi
- Турач натальський, Pternistis natalensis
- Турач рудогорлий, Pternistis afer
- Турач чорноногий, Pternistis swainsonii
- Перепілка звичайна, Coturnix coturnix
- Перепілка-арлекін, Coturnix delegorguei
- Перепілка африканська, Synoicus adansonii (A)

Родина: Цесаркові (Numididae)
- Цесарка рогата, Numida meleagris

## Журавлеподібні(Gruiformes)
Родина: Журавлеві (Gruidae)
- Журавель-вінценос південний, Balearica regulorum
- Журавель блакитний, Anthropoides paradiseus
- Журавель білошиїй, Bugeranus carunculatus (Ex)

Родина: Sarothruridae
- Погонич жовтоплямистий, Sarothrura elegans
- Погонич рудоволий, Sarothrura rufa
- Погонич смугастий, Sarothrura affinis
- Погонич білокрилий, Sarothrura ayresi (A)

Родина: Пастушкові (Rallidae)
- Пастушок африканський, Rallus caerulescens
- Деркач африканський, Crex egregia
- Деркач лучний, Crex crex
- Багновик африканський, Zapornia flavirostra
- Погонич-крихітка, Zapornia pusilla (A)
- Султанка зеленоспинна, Porphyrio madagascariensis
- Султанка африканська, Porphyrio alleni (A)
- Курочка водяна, Gallinula chloropus
- Курочка мала, Paragallinula angulata
- Лиска африканська, Fulica cristata

Родина: Лапчастоногові (Heliornithidae)
- Лапчастоніг африканський, Podica senegalensis

## Дрохвоподібні(Otidiformes)
Родина: Дрохвові (Otididae)
- Дрохва африканська, Ardeotis kori (Ex)
- Дрохва кафрська, Neotis denhami
- Корхаан білочеревий, Eupodotis senegalensis
- Дрохва рудочуба, Lophotis ruficrista
- Дрохва чорночерева, Lissotis melanogaster

## Сивкоподібні(Charadriiformes)
Родина: Триперсткові (Turnicidae)
- Триперстка африканська, Turnix sylvaticus
- Триперстка чорногуза, Turnix nanus

Родина: Яканові (Jacanidae)
- Якана мала, Microparra capensis
- Якана африканська, Actophilornis africanus

Родина: Мальованцеві (Rostratulidae)
- Мальованець афро-азійський, Rostratula benghalensis

Родина: Чоботарові (Recurvirostridae)
- Кулик-довгоніг чорнокрилий, Himantopus himantopus
- Чоботар синьоногий, Recurvirostra avosetta (A)

Родина: Лежневі (Burhinidae)
- Лежень заїрський, Burhinus vermiculatus
- Лежень плямистий, Burhinus capensis

Родина: Дерихвостові (Glareolidae)
- Бігунець малий, Cursorius temminckii
- Бігунець червононогий, Rhinoptilus chalcopterus
- Дерихвіст лучний, Glareola pratincola

Родина: Сивкові (Charadriidae)
- Чайка строката, Vanellus armatus
- Чайка мала, Vanellus lugubris
- Чайка чорнокрила, Vanellus melanopterus
- Чайка чорнолоба, Vanellus coronatus
- Чайка сенегальська, Vanellus senegallus
- Сивка морська, Pluvialis squatarola (A)
- Пісочник великий, Charadrius hiaticula
- Пісочник-пастух, Charadrius pecuarius
- Пісочник білобровий, Charadrius tricollaris
- Пісочник білолобий, Charadrius marginatus (A)
- Пісочник блідий, Charadrius pallidus
- Пісочник каспійський, Charadrius asiaticus (A)

Родина: Баранцеві (Scolopacidae)
- Баранець африканський, Gallinago nigripennis
- Коловодник ставковий, Tringa stagnatilis
- Коловодник великий, Tringa nebularia
- Коловодник лісовий, Tringa ochropus (A)
- Коловодник болотяний, Tringa glareola
- Мородунка, Xenus cinereus (A)
- Набережник палеарктичний, Actitis hypoleucos
- Крем'яшник звичайний, Arenaria interpres (A)
- Побережник білий, Calidris alba (A)
- Побережник малий, Calidris minuta
- Побережник червоногрудий, Calidris ferruginea
- Брижач, Calidris pugnax

Родина: Мартинові (Laridae)
- Мартин сіроголовий, Chroicocephalus cirrocephalus
- Крячок каспійський, Hydroprogne caspia (A)
- Крячок строкатий, Onychoprion fuscatus (A)
- Крячок білощокий, Chlidonias hybrida
- Крячок білокрилий, Chlidonias leucopterus

## Голубоподібні(Columbiformes)
Родина: Голубові (Columbidae)
- Голуб сизий, Columba livia (I)
- Голуб цяткований, Columba guinea
- Columba arquatrix(інші мови)
- Голуб білощокий, Columba larvata
- Streptopelia semitorquata(інші мови)
- Streptopelia capicola(інші мови)
- Горлиця мала, Streptopelia senegalensis
- Горлиця сомалійська, Turtur chalcospilos
- Горлиця білолоба, Turtur tympanistria
- Горлиця капська, Oena capensis
- Вінаго африканський, Treron calvus

## Папугоподібні(Psittaciformes)
Родина: Папугові (Psittacidae)
- Poicephalus fuscicollis(інші мови)
- Папуга-довгокрил жовтоплечий, Poicephalus meyeri
- Папуга-довгокрил буроголовий, Poicephalus cryptoxanthus

## Туракоподібні(Musophagiformes)
Родина: Туракові (Musophagidae)
- Турако мозамбіцький, Tauraco livingstonii
- Турако-книсна, Tauraco corythaix
- Турако фіолетовочубий, Tauraco porphyreolophus
- Галасник сірий, Corythaixoides concolor

## Зозулеподібні(Cuculiformes)
Родина: Зозулеві (Cuculidae)
- Зозуля строката, Clamator jacobinus
- Зозуля африканська, Clamator levaillantii
- Зозуля чубата, Clamator glandarius
- Зозуля товстодзьоба, Pachycoccyx audeberti
- Зозуля червоновола, Cuculus solitarius
- Зозуля чорна, Cuculus clamosus
- Зозуля звичайна, Cuculus canorus
- Зозуля саванова, Cuculus gularis
- Дідрик білочеревий, Chrysococcyx klaas
- Дідрик жовтогрудий, Chrysococcyx cupreus
- Дідрик білощокий, Chrysococcyx caprius
- Коукал південно-східний, Centropus burchellii
- Коукал африканський, Centropus grillii

## Совоподібні(Strigiformes)
Родина: Сипухові (Tytonidae)
- Сипуха африканська, Tyto capensis
- Сипуха крапчаста, Tyto alba

Родина: Совові (Strigidae)
- Сплюшка африканська, Otus senegalensis
- Сплюшка південна, Ptilopsis granti
- Пугач капський, Bubo capensis
- Пугач африканський, Bubo africanus
- Пугач блідий, Bubo lacteus
- Сова-рибоїд смугаста, Scotopelia peli (A)
- Сова-лісовик африканська, Strix woodfordii
- Сичик-горобець савановий, Glaucidium perlatum
- Сичик-горобець мозамбіцький, Glaucidium capense
- Сова африканська, Asio capensis

## Дрімлюгоподібні(Caprimulgiformes)
Родина: Дрімлюгові (Caprimulgidae)
- Дрімлюга звичайний, Caprimulgus europaeus
- Дрімлюга міомбовий, Caprimulgus pectoralis
- Дрімлюга плямистий, Caprimulgus tristigma
- Дрімлюга габонський, Caprimulgus fossii
- Дрімлюга-прапорокрил ангольський, Caprimulgus vexillarius

## Серпокрильцеподібні(Apodiformes)
Родина: Серпокрильцеві (Apodidae)
- Серпокрилець пальмовий, Cypsiurus parvus
- Серпокрилець білочеревий, Tachymarptis melba
- Серпокрилець чорний, Apus apus
- Серпокрилець капський, Apus barbatus
- Серпокрилець малий, Apus affinis
- Серпокрилець ефіопський, Apus horus
- Серпокрилець білогузий, Apus caffer

## Чепігоподібні(Coliiformes)
Родина: Чепігові (Coliidae)
- Чепіга бурокрила, Colius striatus
- Паяро вохристоволий, Urocolius indicus

## Трогоноподібні(Trogoniformes)
Родина: Трогонові (Trogonidae)
- Трогон зелений, Apaloderma narina

## Сиворакшоподібні(Coraciiformes)
Родина: Рибалочкові (Alcedinidae)
- Рибалочка кобальтовий, Alcedo semitorquata
- Рибалочка діадемовий, Corythornis cristatus
- Рибалочка-крихітка синьоголовий, Ispidina picta
- Альціон сіроголовий, Halcyon leucocephala
- Альціон сенегальський, Halcyon senegalensis
- Альціон буроголовий, Halcyon albiventris
- Альціон малий, Halcyon chelicuti
- Рибалочка-чубань африканський, Megaceryle maximus
- Рибалочка строкатий, Ceryle rudis

Родина: Бджолоїдкові (Meropidae)
- Бджолоїдка білолоба, Merops bullockoides
- Бджолоїдка карликова, Merops pusillus
- Бджолоїдка зелена, Merops persicus
- Бджолоїдка звичайна, Merops apiaster
- Merops nubicoides

Родина: Сиворакшові (Coraciidae)
- Сиворакша євразійська, Coracias garrulus
- Сиворакша рожевовола, Coracias caudatus
- Сиворакша білоброва, Coracias naevius
- Широкорот африканський, Eurystomus glaucurus

## Bucerotiformes
Родина: Одудові (Upupidae)
- Одуд, Upupa epops

Родина: Слотнякові (Phoeniculidae)
- Слотняк пурпуровий, Phoeniculus purpureus
- Ірисор великий, Rhinopomastus cyanomelas

Родина: Птахи-носороги (Bucerotidae)
- Токо південний, Tockus rufirostris
- Токо намібійський, Tockus leucomelas
- Токо бурий, Lophoceros alboterminatus
- Токо плямистодзьобий, Lophoceros nasutus
- Калао-трубач, Bycanistes bucinator

Родина: Кромкачні (Bucorvidae)
- Кромкач кафрський, Bucorvus leadbeateri

## Дятлоподібні(Piciformes)
Родина: Лібійні (Lybiidae)
- Барбіон золотогузий, Pogoniulus bilineatus
- Барбіон жовтолобий, Pogoniulus chrysoconus
- Барбіон червонолобий, Pogoniulus pusillus
- Лібія-зубодзьоб акацієва, Tricholaema leucomelas
- Лібія чорношия, Lybius torquatus
- Барбудо чубатий, Trachyphonus vaillantii

Родина: Воскоїдові (Indicatoridae)
- Воскоїд строкатий, Indicator variegatus
- Воскоїд великий, Indicator indicator
- Воскоїд малий, Indicator minor
- Ковтач світлочеревий, Prodotiscus regulus

Родина: Дятлові (Picidae)
- Крутиголовка африканська, Jynx ruficollis
- Дятлик акацієвий, Campethera bennettii
- Дятлик золотохвостий, Campethera abingoni
- Geocolaptes olivaceus(інші мови)
- Дятел сірощокий, Dendropicos fuscescens
- Дятел оливковий, Dendropicos griseocephalus
- Дятел бородатий, Chloropicus namaquus

## Горобцеподібні(Passeriformes)
Родина: Смарагдорогодзьобові (Calyptomenidae)
- Широкодзьоб чорноголовий, Smithornis capensis

Родина: Жайворонкові (Alaudidae)
- Фірлюк африканський, Mirafra africana
- Фірлюк коричневий, Mirafra rufocinnamomea
- Алондра смугастовола, Calendulauda sabota
- Фірлюк дроздовий, Pinarocorys nigricans (A)
- Шпорець південний, Heteromirafra ruddi (A)
- Жервінчик білощокий, Eremopterix leucotis (A)
- Calandrella cinerea

Родина: Ластівкові (Hirundinidae)
- Ластівка берегова, Riparia riparia
- Ластівка мала, Riparia paludicola
- Ластівка білоброва, Neophedina cincta
- Ластівка сірогуза, Pseudhirundo griseopyga
- Ластівка афро-азійська, Ptyonoprogne fuligula
- Ластівка сільська, Hirundo rustica
- Ластівка білогорла, Hirundo albigularis
- Ластівка ниткохвоста, Hirundo smithii
- Ластівка довгохвоста, Hirundo atrocaerulea
- Ластівка перлистовола, Hirundo dimidiata
- Ластівка капська, Cecropis cucullata
- Ластівка абісинська, Cecropis abyssinica
- Ластівка рудочерева, Cecropis semirufa
- Ластівка міська, Delichon urbicum
- Жалібничка білоплеча, Psalidoprocne pristoptera

Родина: Плискові (Motacillidae)
- Плиска строката, Motacilla aguimp
- Плиска капська, Motacilla capensis
- Плиска жовта, Motacilla flava
- Плиска ефіопська, Motacilla clara
- Пікулик жовтогорлий, Macronyx croceus
- Пікулик рудогорлий, Macronyx capensis
- Щеврик смугастий, Anthus lineiventris
- Щеврик скельний, Anthus crenatus
- Щеврик-велет, Anthus leucophrys
- Щеврик блідий, Anthus vaalensis
- Щеврик рудий, Anthus cinnamomeus
- Щеврик чагарниковий, Anthus caffer
- Щеврик короткохвостий, Anthus brachyurus

Родина: Личинкоїдові (Campephagidae)
- Шикачик білочеревий, Ceblepyris pectoralis
- Шикачик сірий, Ceblepyris caesius
- Личинкоїд південний, Campephaga flava

Родина: Nicatoridae
- Нікатор східний, Nicator gularis

Родина: Бюльбюлеві (Pycnonotidae)
- Бюльбюль темноголовий, Pycnonotus barbatus
- Бюльбюль білоокий, Andropadus importunus
- Жовточеревець натальський, Chlorocichla flaviventris (A)
- Торо південний, Phyllastrephus terrestris
- Торо східний, Phyllastrephus flavostriatus

Родина: Дроздові (Turdidae)
- Квічаль помаранчевий, Geokichla gurneyi
- Дрізд-землекоп, Turdus litsitsirupa
- Дрізд сіроволий, Turdus olivaceus
- Дрізд червонодзьобий, Turdus libonyana

Родина: Тамікові (Cisticolidae)
- Таміка рудощока, Cisticola erythrops
- Таміка бура, Cisticola aberrans
- Таміка іржастоголова, Cisticola chiniana
- Таміка строкатоголова, Cisticola lais
- Таміка лучна, Cisticola tinniens
- Таміка строката, Cisticola natalensis
- Таміка писклива, Cisticola fulvicapilla
- Таміка віялохвоста, Cisticola juncidis
- Таміка пустельна, Cisticola aridulus
- Таміка куцохвоста, Cisticola textrix
- Таміка рудокрила, Cisticola galactotes
- Таміка болотяна, Cisticola cinnamomeus
- Таміка карликова, Cisticola ayresii
- Принія африканська, Prinia subflava
- Принія плямистогруда, Prinia maculosa
- Принія жовтогруда, Prinia hypoxantha
- Нікорник смуговолий, Apalis thoracica
- Нікорник жовтоволий, Apalis flavida
- Нікорник білобровий, Apalis ruddi
- Цвіркач зелений, Camaroptera brachyura
- Зебринка акацієва, Calamonastes stierlingi
- Жовтобрюшка світлоброва, Eremomela icteropygialis
- Жовтобрюшка південна, Eremomela scotops (A)
- Жовтобрюшка акацієва, Eremomela usticollis

Родина: Macrosphenidae
- Очеретянка капська, Sphenoeacus afer
- Кромбек довгодзьобий, Sylvietta rufescens

Родина: Кобилочкові (Locustellidae)
- Куцокрил болотяний, Bradypterus baboecala
- Кобилочка річкова, Locustella fluviatilis (A)
- Широкохвіст африканський, Catriscus brevirostris

Родина: Очеретянкові (Acrocephalidae)
- Очеретянка лучна, Acrocephalus schoenobaenus
- Очеретянка африканська, Acrocephalus baeticatus
- Очеретянка чагарникова, Acrocephalus palustris
- Очеретянка велика, Acrocephalus arundinaceus
- Очеретянка світлоброва, Acrocephalus gracilirostris
- Берестянка звичайна, Hippolais icterina
- Жовтовик темноголовий, Iduna natalensis

Родина: Вівчарикові (Phylloscopidae)
- Вівчарик жовтогорлий, Phylloscopus ruficapilla
- Вівчарик весняний, Phylloscopus trochilus

Родина: Кропив'янкові (Sylviidae)
- Баблер чагарниковий, Sylvia nigricapillus (A)
- Кропив'янка садова, Sylvia borin
- Кропив'янка сіра, Curruca communis
- Кропив'янка рудогуза, Curruca subcoerulea

Родина: Мухоловкові (Muscicapidae)
- Скеляр бронзовокрилий, Monticola rupestris
- Скеляр синьошиїй, Monticola explorator
- Мухарка бліда, Melaenornis pallidus
- Мухарка південна, Melaenornis pammelaina
- Мухарка строката, Melaenornis silens
- Мухоловка сіра, Muscicapa striata
- Мухоловка темна, Muscicapa adusta
- Мухоловка попеляста, Muscicapa caerulescens
- Мухоловка сива, Myioparus plumbeus
- Колоратка чорногорла, Pogonocichla stellata
- Золотокіс садовий, Cossypha caffra
- Золотокіс білогорлий, Cossypha humeralis
- Золотокіс білобровий, Cossypha heuglini
- Золотокіс рудоголовий, Cossypha natalensis
- Золотокіс рудогузий, Cossypha dichroa
- Альзакола білогорла, Cercotrichas quadrivirgata
- Альзакола натальська, Cercotrichas signata (A)
- Альзакола білоброва, Cercotrichas leucophrys
- Saxicola torquatus
- Трав'янка чорнощока, Campicoloides bifasciatus
- Кам'янка чорнолоба, Oenanthe pileata (A)
- Oenanthe familiaris(інші мови)
- Смолярик білокрилий, Myrmecocichla monticola
- Смолярик південний, Myrmecocichla formicivora
- Камінчак рудочеревий, Thamnolaea cinnamomeiventris

Родина: Прирітникові (Platysteiridae)
- Прирітник чорногорлий, Platysteira peltata (A)
- Приріт рудокрилий, Batis capensis
- Приріт білобокий, Batis molitor

Родина: Stenostiridae
- Чорноніжка, Stenostira scita (A)

Родина: Монархові (Monarchidae)
- Монарх східний, Trochocercus cyanomelas
- Монарх-довгохвіст африканський, Terpsiphone viridis

Родина: Leiothrichidae
- Кратеропа бура, Turdoides jardineii

Родина: Синицеві (Paridae)
- Синиця південна, Melaniparus niger

Родина: Ремезові (Remizidae)
- Ремез сірий, Anthoscopus caroli

Родина: Нектаркові (Nectariniidae)
- Саїманга зеленовола, Hedydipna collaris
- Нектарик оливковий, Cyanomitra obscura
- Нектарик сірий, Cyanomitra veroxii
- Нектарець аметистовий, Chalcomitra amethystina
- Нектарець червоноволий, Chalcomitra senegalensis
- Нектарка малахітова, Nectarinia famosa
- Маріка південна, Cinnyris chalybeus
- Маріка червоногруда, Cinnyris afer
- Маріка чорнокрила, Cinnyris mariquensis
- Маріка пурпуровосмуга, Cinnyris bifasciatus
- Маріка білочерева, Cinnyris talatala

Родина: Окулярникові (Zosteropidae)
- Окулярник капський, Zosterops virens

Родина: Цукролюбові (Promeropidae)
- Цукролюб рудоволий, Promerops gurneyi

Родина: Вивільгові (Oriolidae)
- Вивільга звичайна, Oriolus oriolus
- Вивільга південна, Oriolus larvatus

Родина: Сорокопудові (Laniidae)
- Сорокопуд терновий, Lanius collurio
- Сорокопуд чорнолобий, Lanius minor
- Сорокопуд чорноголовий, Lanius collaris
- Сорокопуд строкатий, Lanius melanoleucus

Родина: Гладіаторові (Malaconotidae)
- Брубру, Nilaus afer
- Кубла строката, Dryoscopus cubla
- Чагра велика, Tchagra senegalus
- Чагра буроголова, Tchagra australis
- Чагра капська, Tchagra tchagra
- Гонолек південний, Laniarius ferrugineus
- Бокмакірі, Telophorus zeylonus
- Вюргер золотистий, Chlorophoneus sulfureopectus
- Вюргер оливковий, Chlorophoneus olivaceus
- Вюргер зелений, Telophorus viridis
- Гладіатор сіроголовий, Malaconotus blanchoti

Родина: Вангові (Vangidae)
- Багадаїс білочубий, Prionops plumatus
- Багадаїс червоновійчастий, Prionops retzii

Родина: Дронгові (Dicruridae)
- Дронго прямохвостий, Dicrurus ludwigii
- Дронго вилохвостий, Dicrurus adsimilis

Родина: Воронові (Corvidae)
- Ворона капська, Corvus capensis
- Крук строкатий, Corvus albus
- Крук великодзьобий, Corvus albicollis

Родина: Ґедзеїдові (Buphagidae)
- Ґедзеїд червонодзьобий, Buphagus erythrorynchus
- Ґедзеїд жовтодзьобий, Buphagus africanus (Ex)

Родина: Шпакові (Sturnidae)
- Майна індійська, Acridotheres tristis (I)
- Шпак жовтоголовий, Creatophora cinerea
- Мерл капський, Lamprotornis nitens
- Мерл великий, Lamprotornis australis
- Мерл чорночеревий, Notopholia corrusca
- Шпак-куцохвіст аметистовий, Cinnyricinclus leucogaster
- Мерл бурий, Lamprotornis bicolor
- Моріо рудокрилий, Onychognathus morio

Родина: Ткачикові (Ploceidae)
- Алекто червонодзьобий, Bubalornis niger
- Ткачик савановий, Ploceus intermedius
- Ткачик чорногорлий, Ploceus ocularis
- Ткачик іржастощокий, Ploceus capensis
- Ткачик золотий, Ploceus subaureus
- Ткачик шафрановий, Ploceus xanthops
- Ткачик бурогорлий, Ploceus xanthopterus (A)
- Ткачик чорнолобий, Ploceus velatus
- Ткачик великий, Ploceus cucullatus
- Ткачик лісовий, Ploceus bicolor
- Малімб червоноголовий, Anaplectes rubriceps
- Квелія червоноголова, Quelea erythrops
- Квелія червонодзьоба, Quelea quelea
- Вайдаг золотистий, Euplectes afer
- Вайдаг вогнистий, Euplectes orix
- Вайдаг товстодзьобий, Euplectes capensis
- Вайдаг червоноплечий, Euplectes axillaris
- Вайдаг білокрилий, Euplectes albonotatus
- Вайдаг великий, Euplectes ardens
- Вайдаг великохвостий, Euplectes progne
- Ткачик білолобий, Amblyospiza albifrons
- Anomalospiza imberbis

Родина: Астрильдові (Estrildidae)
- Мельба строката, Pytilia melba
- Астрильд зелений, Mandingoa nitidula
- Перлистик рожевоволий, Hypargos margaritatus
- Амарант червонодзьобий, Lagonosticta senegala
- Амарант червоний, Lagonosticta rubricata
- Амарант рожевий, Lagonosticta rhodopareia
- Астрильд-метелик савановий, Uraeginthus angolensis
- Астрильд жовточеревий, Coccopygia melanotis
- Астрильд темнодзьобий, Glaucestrilda perreini
- Астрильд смугастий, Estrilda astrild
- Бенгалик золотогрудий, Amandava subflava
- Луговик чорнощокий, Ortygospiza atricollis
- Сріблодзьоб чорноволий, Spermestes cucullata
- Сріблодзьоб східний, Spermestes nigriceps
- Сріблодзьоб великий, Spermestes fringilloides

Родина: Вдовичкові (Viduidae)
- Вдовичка червононога, Vidua chalybeata
- Вдовичка фіолетова, Vidua funerea
- Вдовичка пурпурова, Vidua purpurascens
- Вдовичка білочерева, Vidua macroura
- Вдовичка райська, Vidua paradisaea

Родина: Вівсянкові (Emberizidae)
- Вівсянка бліда, Emberiza impetuani (A)
- Вівсянка каштанова, Emberiza tahapisi
- Вівсянка капська, Emberiza capensis
- Вівсянка жовточерева, Emberiza flaviventris

Родина: В'юркові (Fringillidae)
- Serinus canicollis(інші мови)
- Щедрик лісовий, Crithagra scotops
- Щедрик чорногорлий, Crithagra atrogularis
- Щедрик жовтолобий, Crithagra mozambica
- Щедрик жовточеревий, Crithagra flaviventris (A)
- Щедрик акацієвий, Crithagra sulphurata
- Щедрик строкатоголовий, Crithagra gularis

Родина: Горобцеві (Passeridae)
- Горобець хатній, Passer domesticus (I)
- Горобець великий, Passer motitensis
- Горобець чорноголовий, Passer melanurus (A)
- Горобець блідий, Passer diffusus
- Горобець білобровий, Gymnoris superciliaris